# Mary Higby Schweitzer
Mary Higby Schweitzer   (segle XX) és una paleontòloga de la Universitat Estatal de Carolina del Nord, coneguda per haver liderat els equips van descobrir restes de cèl·lules de sang dins de fòssils de dinosaure i, més tard, restes de teixit tou descobertes en l'espècimen MOR1125 de tiranosaure, així com l'evidència que l'espècimen en qüestió era una femella embarassada en el moment de morir. Recentment, el treball de Schweitzer ha demostrat que hi ha semblances en les molecules de tiranosaure i les de pollastres, reforçant la teòria de l'origen dels ocells a partir dels dinosaures.

## Biografia
Schweitzer va obtenir el graduat en ciències en desordres comunicatius a la Universitat Estatal de Utah l'any 1977 i completà uns segons estudis universitaris a la Universitat Estatal de Montana el 1988. Sota la direcció del seu mentor Jack Horner, va doctorar-se en biologia a la Universitat Estatal de Montana el 1995.
Té tres fills.

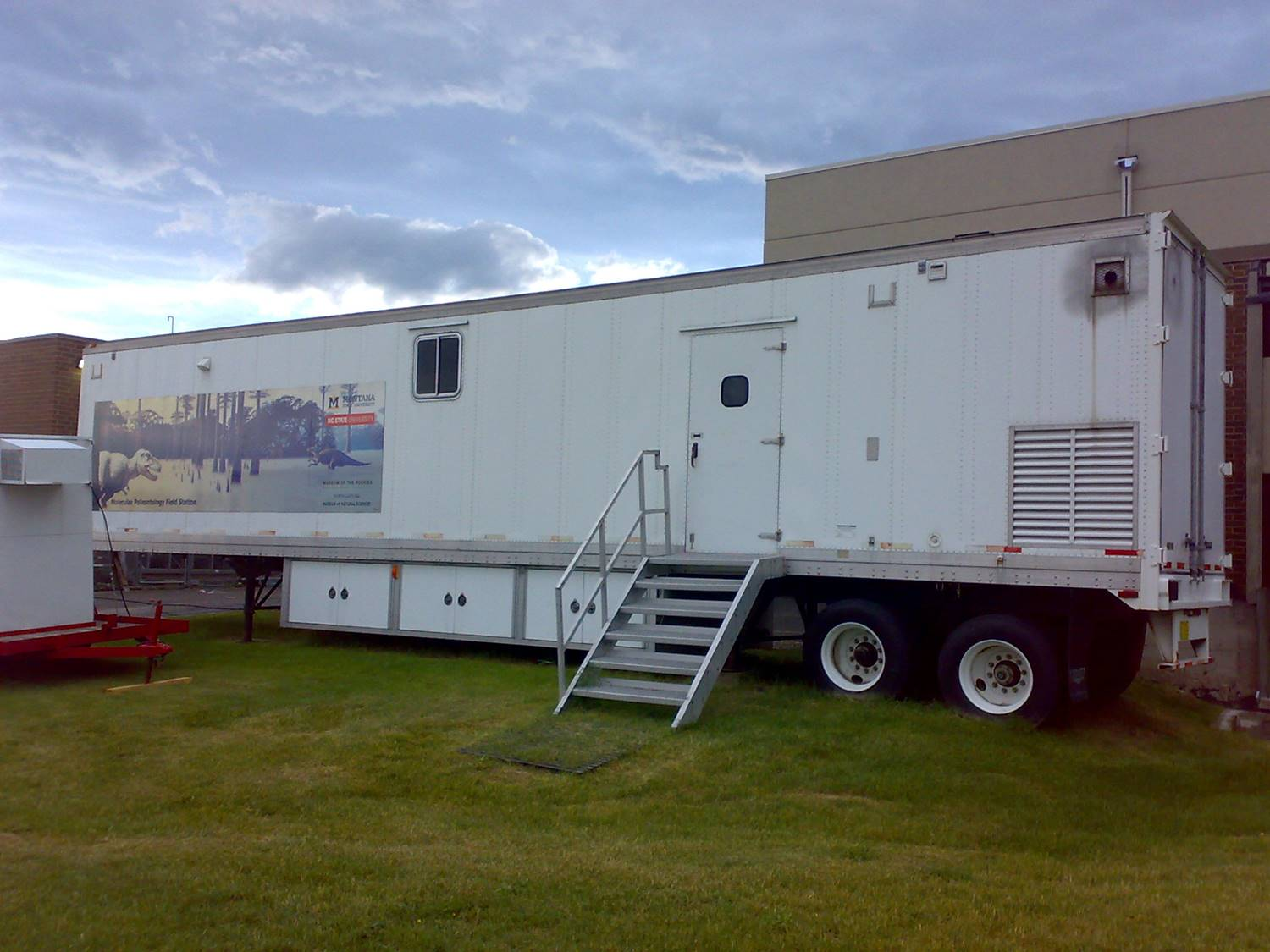
Laboratori mòbil de Mary Higby Schweitzer al Museu de les Rocoses, Bozeman (Montana)

Amb base a la Universitat Estatal de Carolina del Nord, Schweitzer actualment investiga paleontologia molecular, diagènesi molecular i tafonomia, evolució de les estratègies fisiològiques i repdroductives dels dinosaures i els seus descendents ocells, així com astrobiologia.

## Descobertes
L'any 2000, en Bob Harmon, cap preparator de paleontologia al Museu de les Rocoses, va descobrir un esquelet de tiranosaure en la Formació de Hell Creek, a Montana. Després d'un procès de recuperació de més de dos anys, en Jack Horner, director del museu, va donar l'os de fèmur a Schweitzer perquè l'estudiés. Schweitzer va ser capaç de recuperar proteïnes d'aquest fèmur el 2007.
Schweitzer ha estat la primera investigadora en identificar i aïllar teixits tous d'un fòssil d'os de 68 milions d'anys d'antiguitat. Els teixits tous identificats són col·lagen, una proteïna connectiva. La seqüenciació de proteines de diverses mostres han demostrat coincidencies amb col·lagens d'altres animals com pollastres, granotes i tritons. Abans de la descoberta de Schweitzer, el teixit tou més vell mai recuperat d'un fòssil era de menys d'un milió d'anys d'antiguitat. Schweitzer també ha aïllat compostos orgànics iestructures antigeniques en closques d'ou de sauropodes. Pel que fa a l'impacte que han tingut els seus descobriments, Kevin Padian, Conservador del Museu de Paleontologia de la Universitat de Califòrnia declarà "Substàncies químiques que es podrien degradar en un termini curt de temps en un laboratori no ho fan dins d'un entorn protegit químicament de manera natural... és moment de refer la nostra manera de pensar."
Schweitzer va anunciar descobriments similars ja el 1993.
Des de llavors, el merit d'haver descobert teixits tous en un fòssil de 68 milions d'anys ha estat reclamat per diferents biòlegs moleculars. La recerca més recent feta per Kaye et al publicada a PLoS UN (30 Juliol 2008) va desafiar als que reclamaven que el material trobat és el teixit tou de Tyrannosaurus. Un estudi més recent (octubre 2010) publicat al PLoS UN contradiu la conclusió de Kaye i dona suport a la conclusió original de Schweitzer. En dues ocasions diferents s'ha informat de la extracció d'antics segments de ADN a partir de fòssils de dinosaures. L'extracció de proteïnes, teixit tou, cèl·lules remanents i estructures similars a orgànuls cel·lulars a partir de fòssils de dinosaure ha estat confirmades. També s'ha descobert porfines, proteines derivades de la sang, en fòssils de mosquits del Eocè.
Schweitzer també ha descobert que les partícules de ferro poden tenir un paper important en la preservació de teixit tou al llarg del temps a escala geològica.